# 练村镇
练村镇，是中华人民共和国河南省驻马店市新蔡县下辖的一个乡镇级行政单位。

## 行政区划
练村镇下辖以下地区：
练村、桂湾村、郑庄村、魏庄村、汪魏庄村、胡庄村、李营村、杨营村、毛营村、姚营村、金庄村、塘埂村、贾楼村、郑寨村、冯庄村、王围孜村、王土楼村、徐营村、文营村、甘湾村、称湾村、马埠村和大庄村。